# Nationaal park Sierra de Guadarrama

Het nationaal park Sierra de Guadarrama (Spaans : Parque Nacional de la Sierra de Guadarrama) bevindt zich in de autonome regio’s Madrid en Castilië en León (provincie Segovia). Het vijftiende nationale park van Spanje (en het op drie na grootste) werd opgericht op 25 juni 2013 en beschermt 30 000 ha natuur op de zuidoostelijke flank van de Sierra de Guadarrama.
De 'Sierra de Guadarrama' is een bergketen en beslaat ongeveer de helft van het Castiliaans Scheidingsgebergte (een gebergte in het midden van het  Iberisch Schiereiland). Het gebergte ligt tussen de Sierra de Gredos in de provincie Ávila en de Sierra de Ayllón in de provincie Guadalajara. De keten strekt zich uit in zuidwest-noordoostelijke richting tot in de provincie Madrid in het zuiden en tot aan de provincies Ávila en Segovia in het noorden. De keten is gemiddeld genomen ongeveer 80 km lang en de hoogste top, Peñalara, is 2430 m hoog. Het nationaal park grenst aan Natuurpark Sierra Norte de Guadarrama.

## Galerij

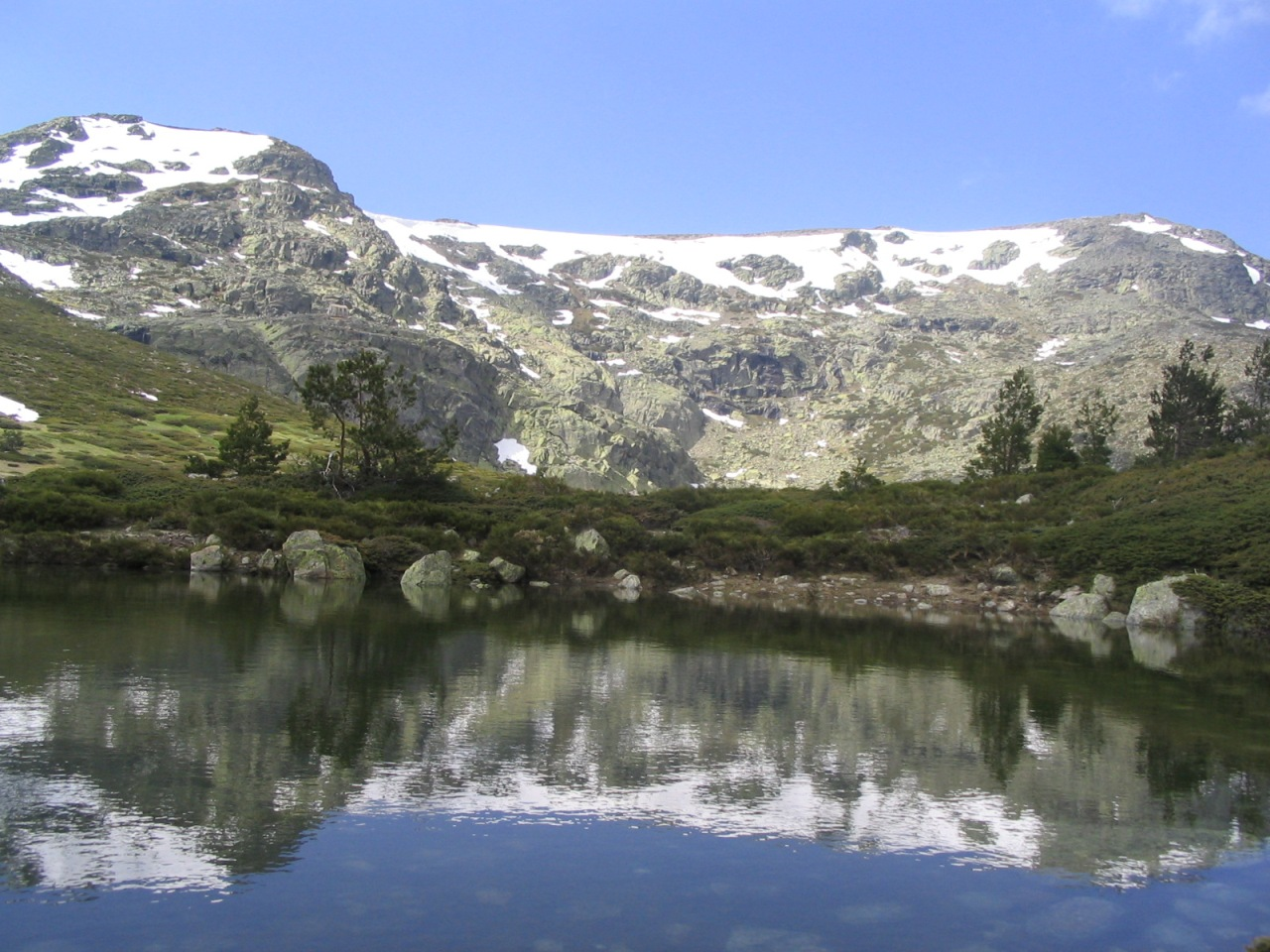
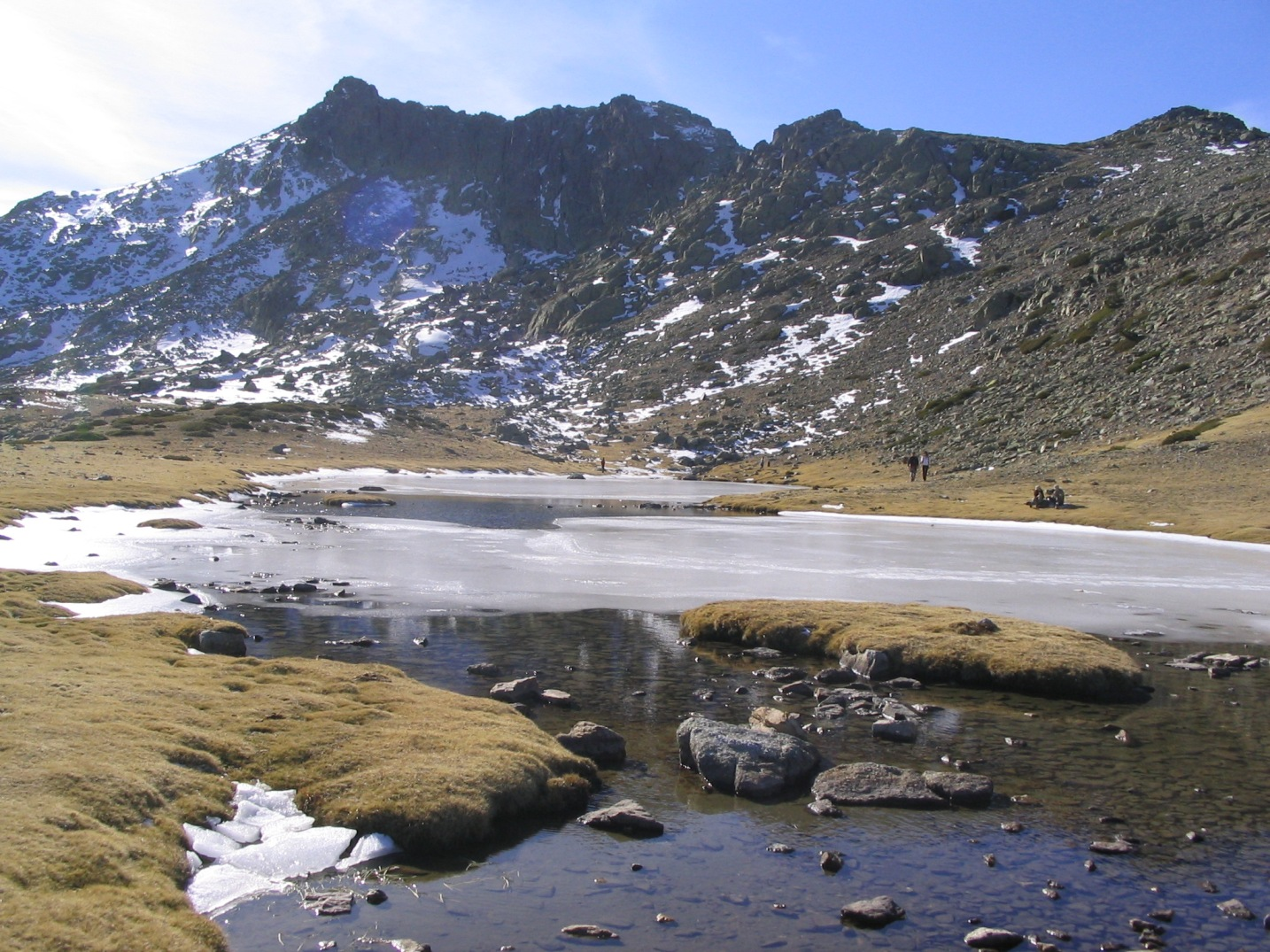
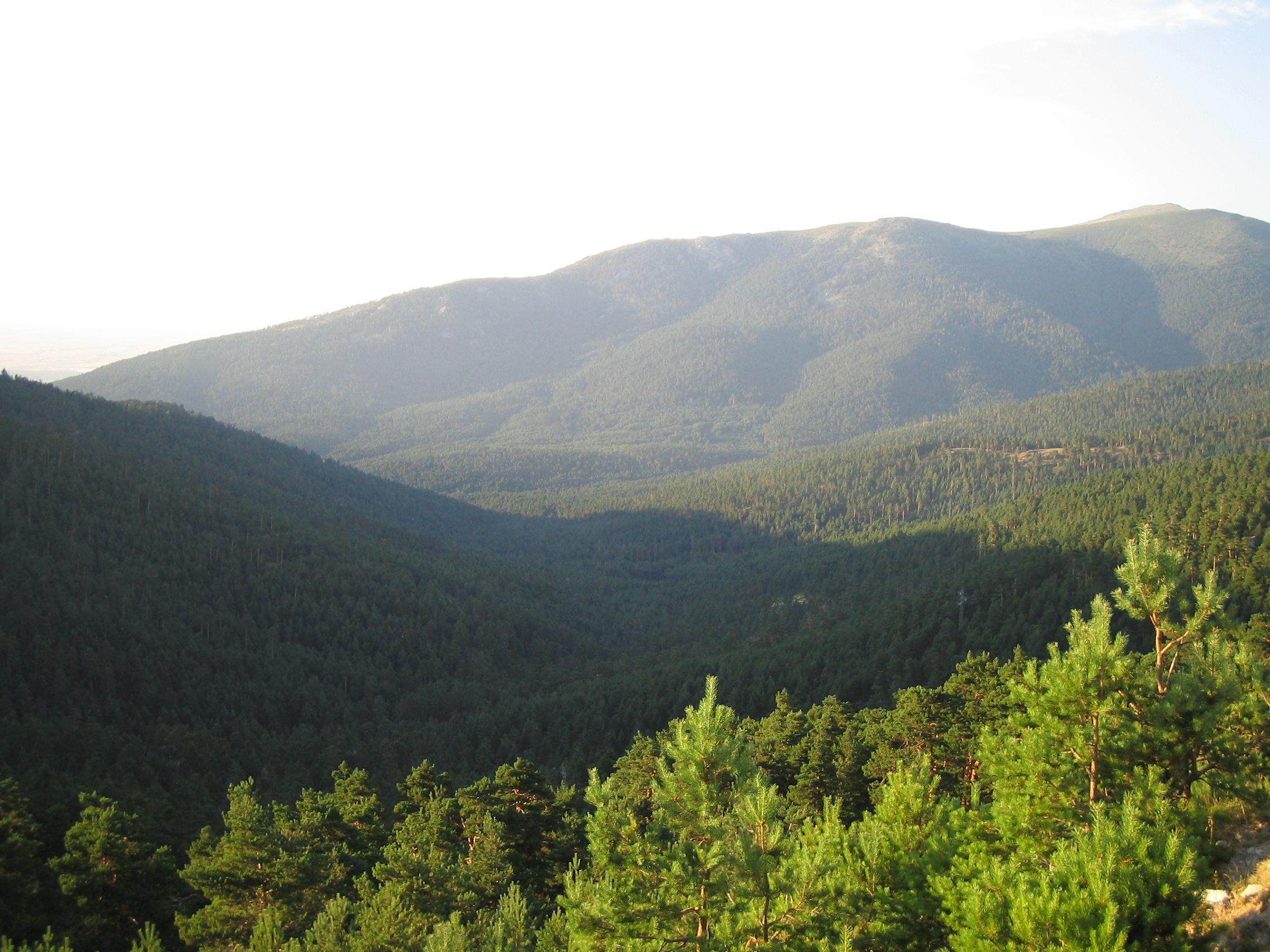
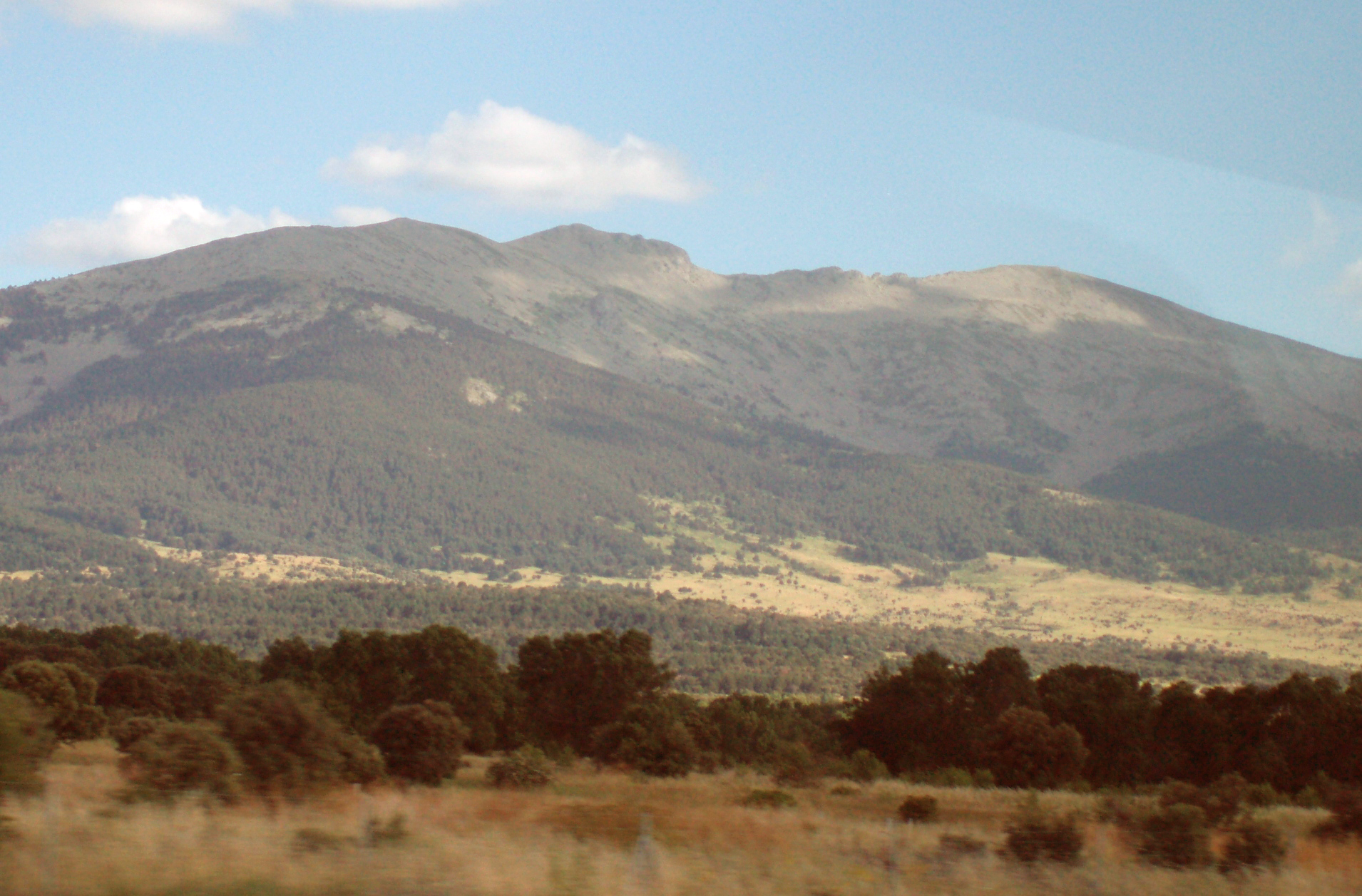
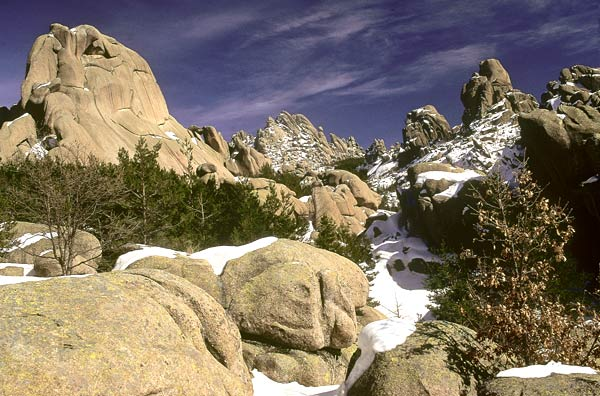
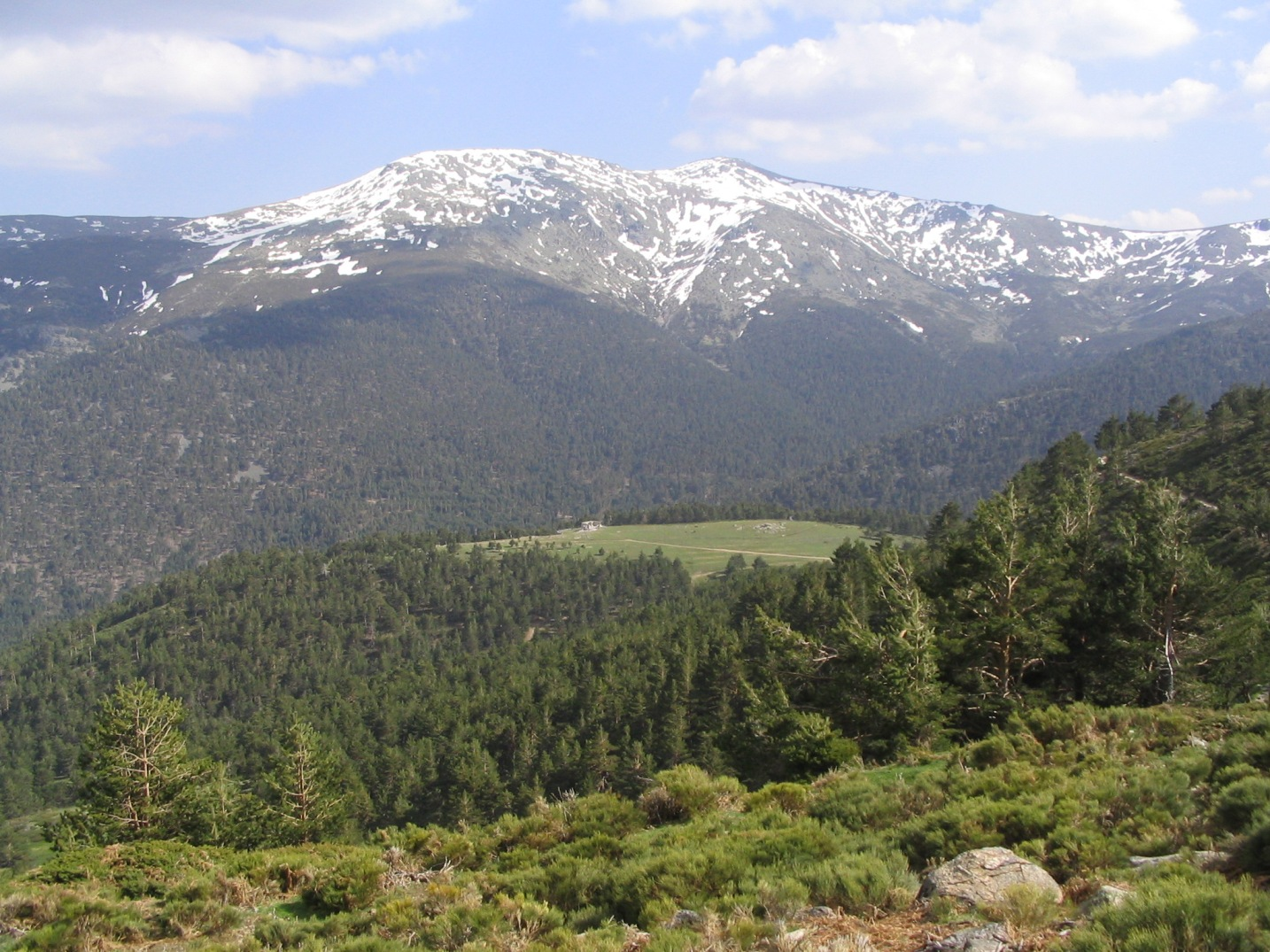
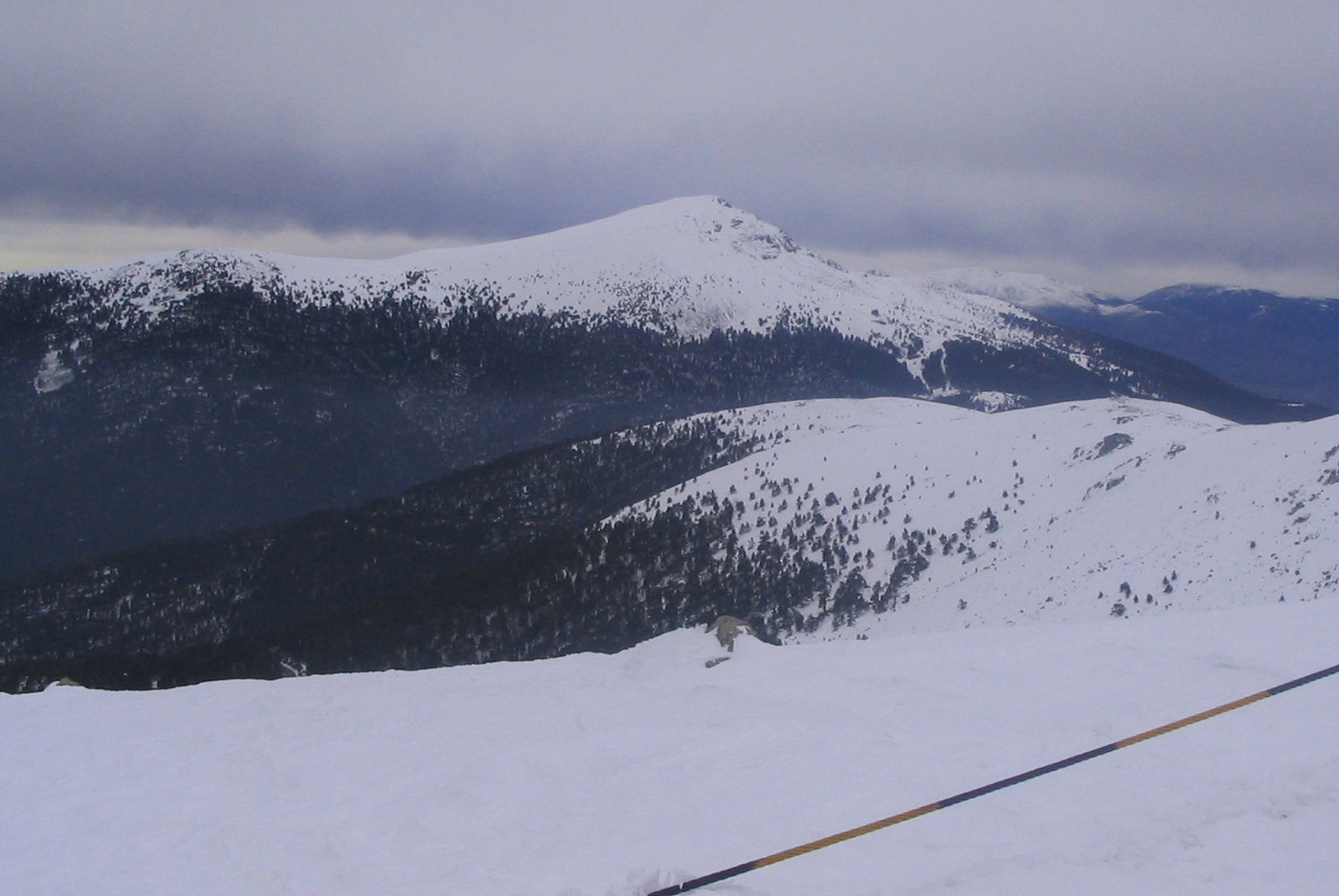
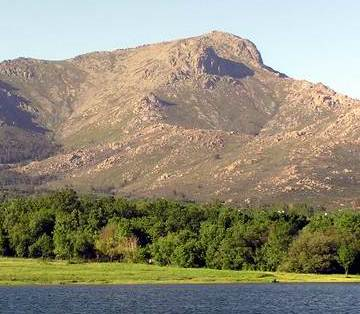
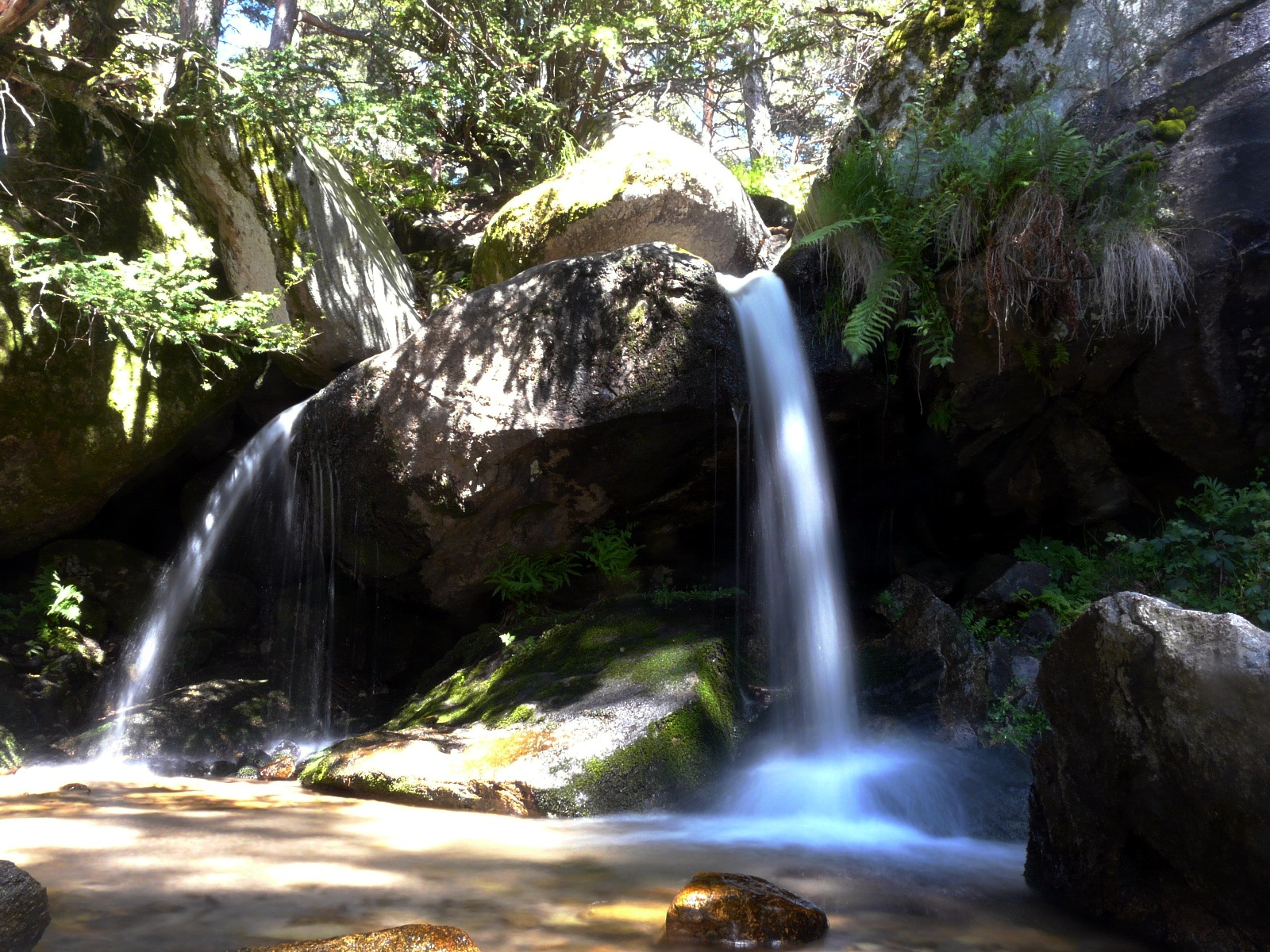
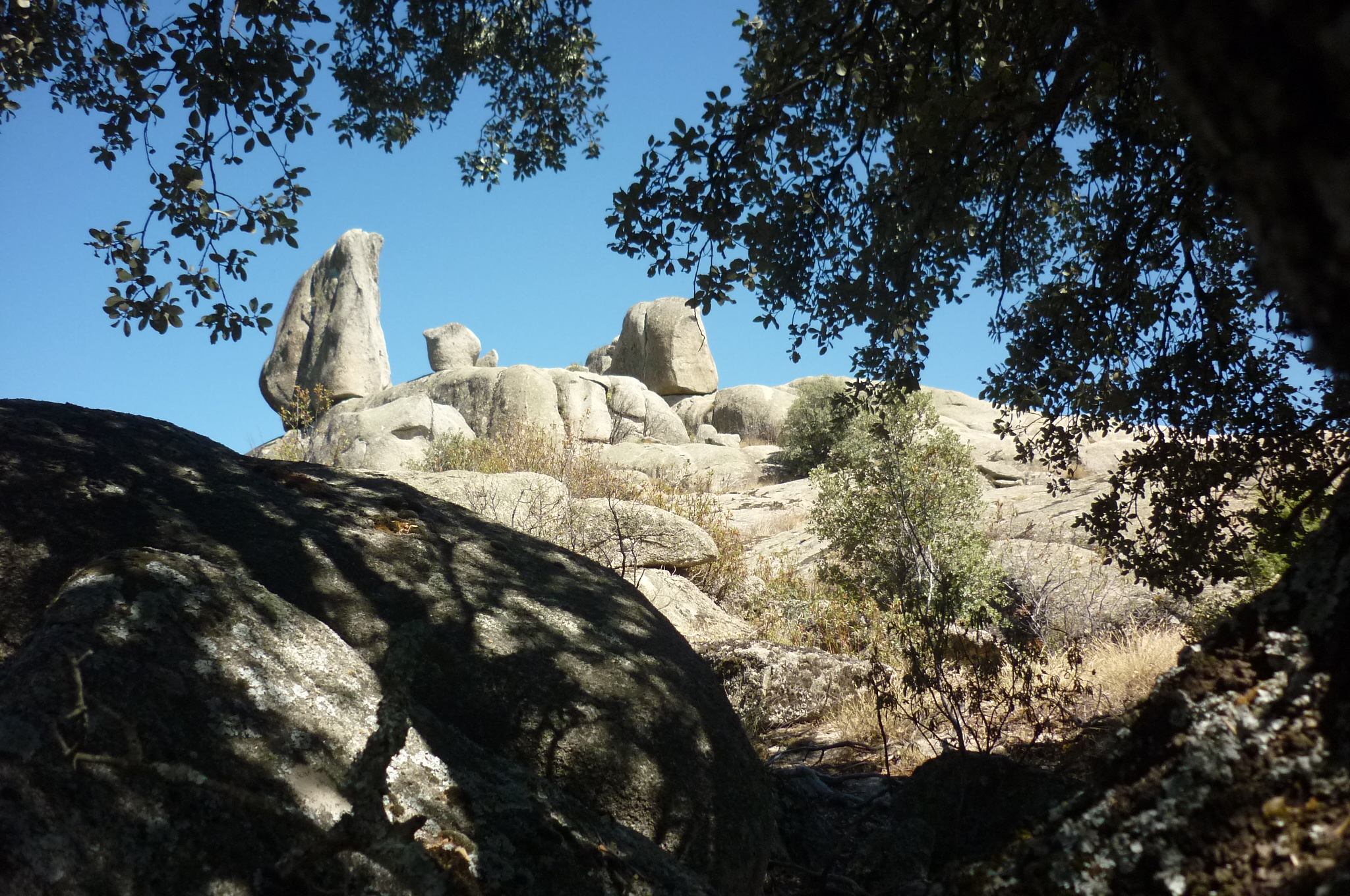
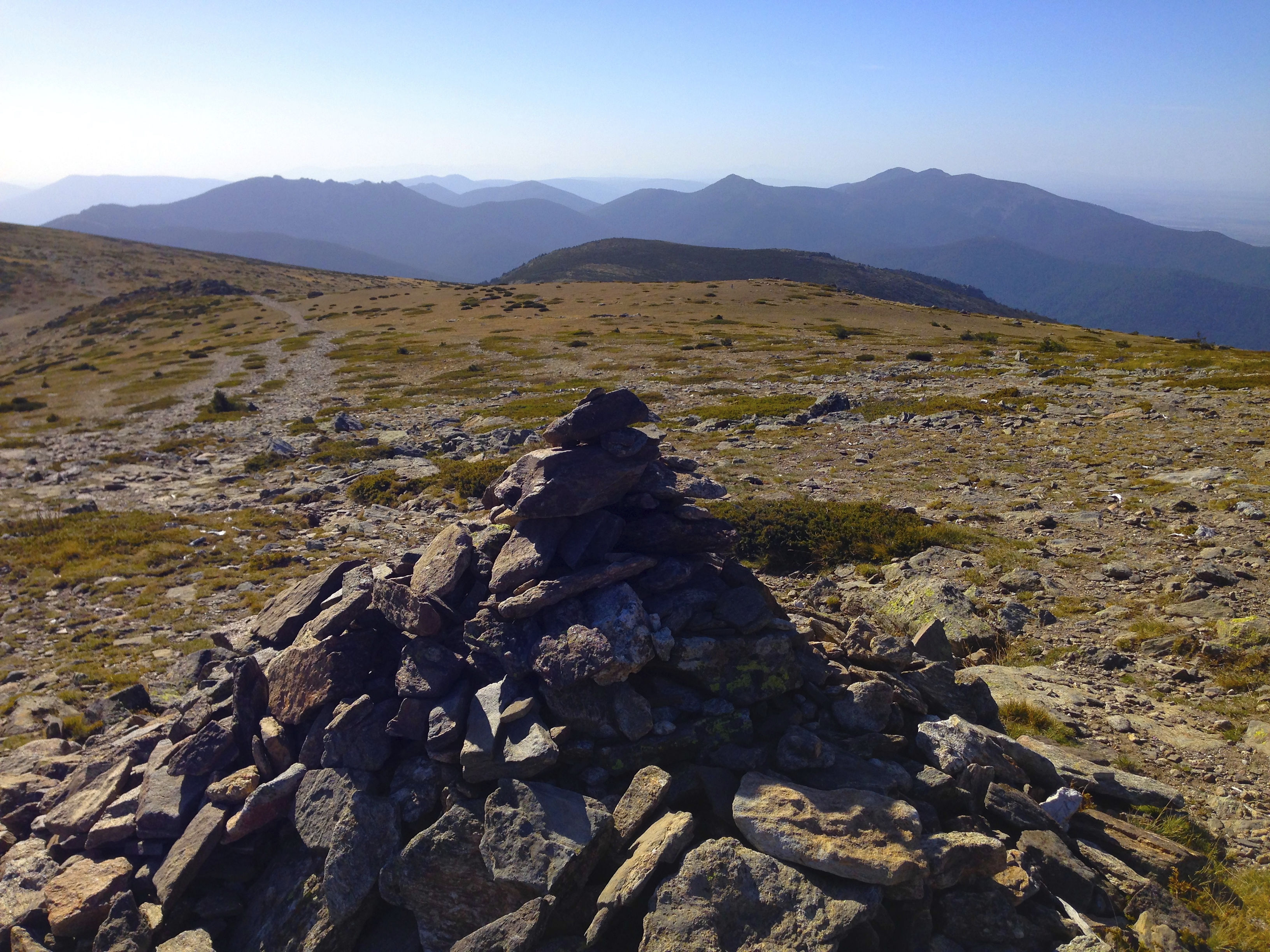
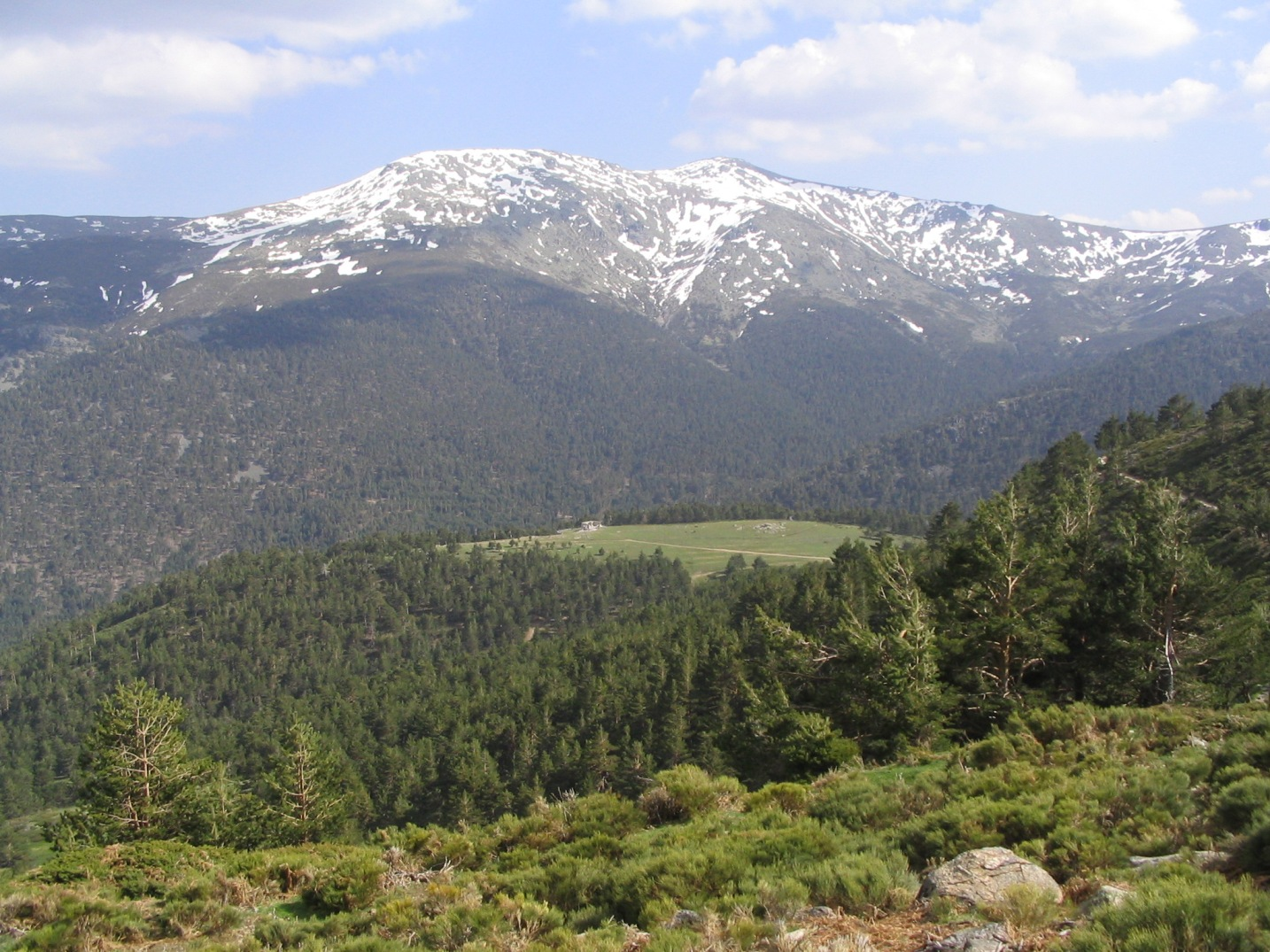
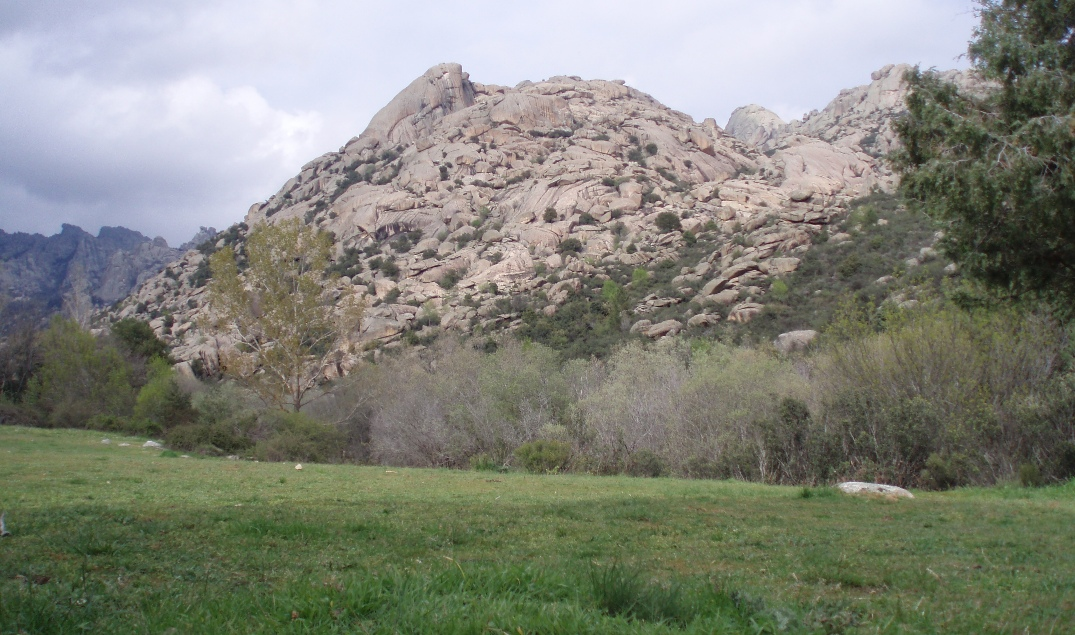
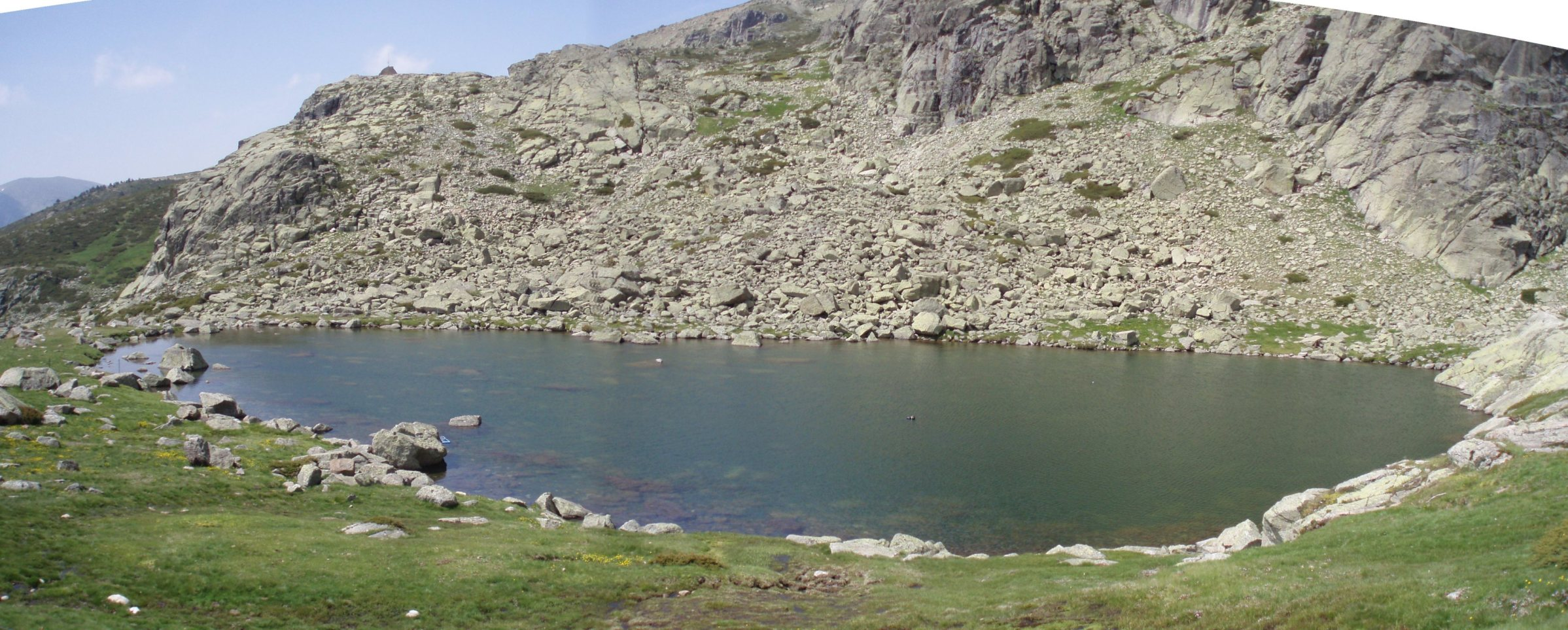
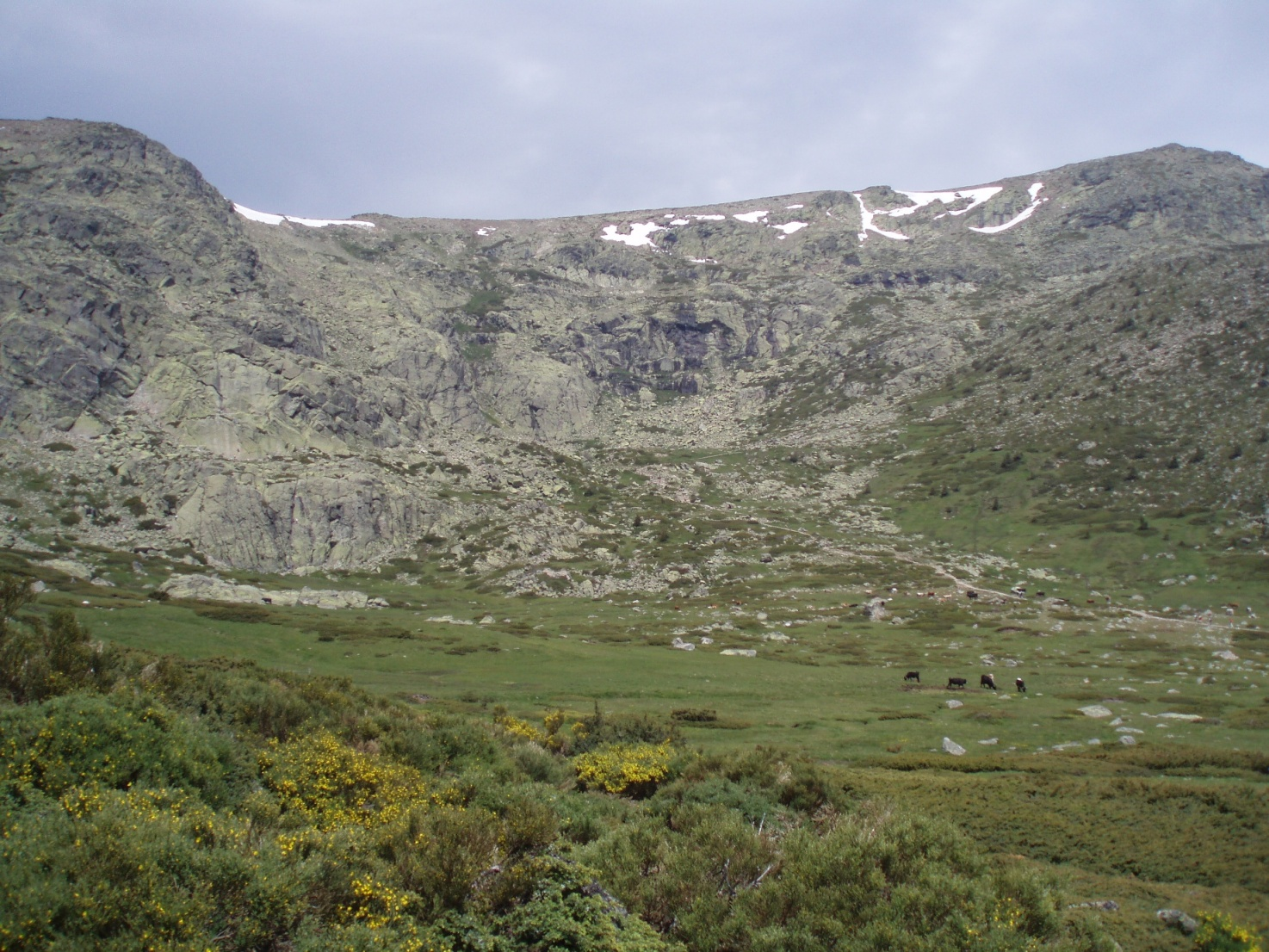
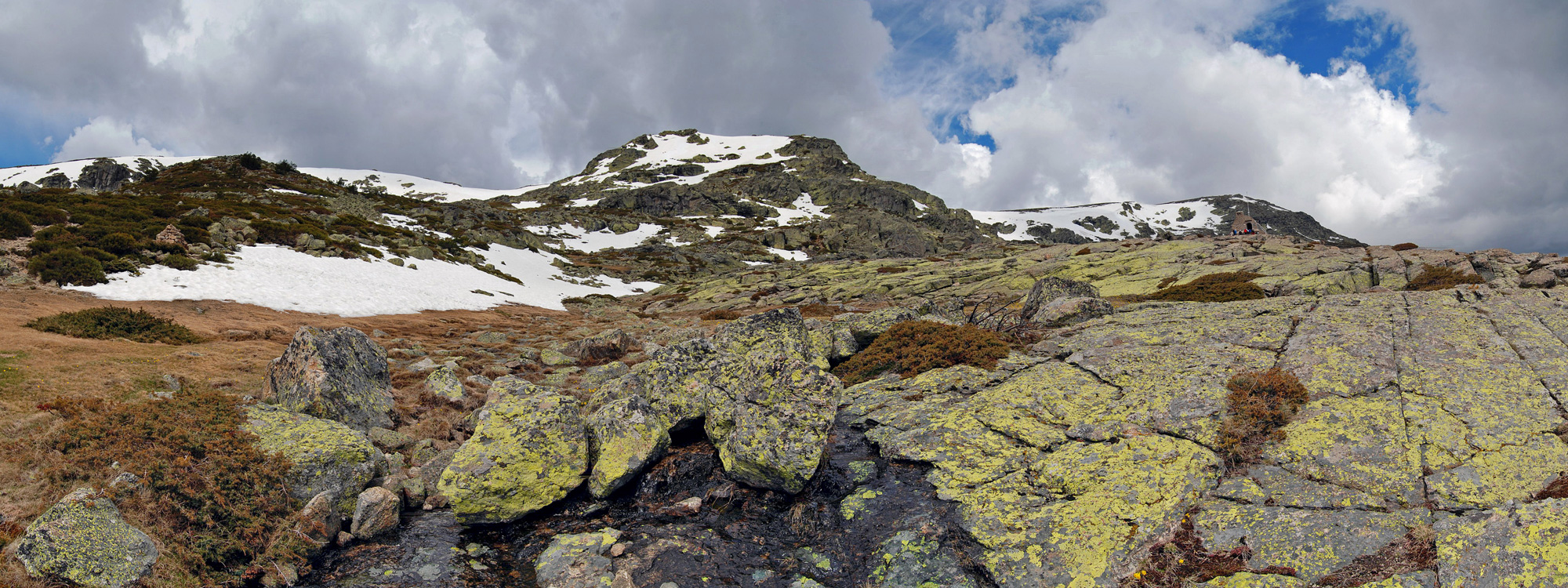

### Flora
De hogere gebieden van het gebergte zijn bedekt met Alpengrassen die gebruikt worden om er vee op te laten grazen. Onder deze hoge weilanden, in de bergachtige vlakten, bevindt zich een van de beste natuurlijke grove dennenbossen (Pinus sylvestris) van Spanje.
Halverwege, beneden de dennenbossen, zijn de bergen begroeid met Pyrenese eik (Quercus pyrenaica). In sommige gevallen overwoekert deze boom de hoger gelegen dennenbossen en dat kan een probleem zijn omdat de Pyrenese eik beschermd is. Kappen van deze boom mag alleen na toestemming van de parkautoriteiten. Desalniettemin wordt ieder jaar gecontroleerde houtkap toegestaan waarbij de gekapte bomen worden gebruikt als brandhout in de lokale bergdorpen.
Het meest westelijk gelegen deel van de bergketen heeft een andere verscheidenheid aan soorten waarbij de parasolden (Pinus pinea) overheersen in plaats van de grove den, en Portugese eik en steeneik in plaats van Pyrenese eik. Dit komt door de lagere ligging van deze bossen en een grotere neerslaghoeveelheid.

#### Lijst van plantensoorten
Bomenzwarte den, zeeden, grove den, bergden, Ilex, els, esdoorn, Corylus, Buxus, Fagaceae, steeneik, Portugese eik, Pyrenese eik, Savin junipers, lijsterbes en venijnboom.
Struikenboomhei, Franse lavendel, jeneverbes, berendruif, varens, Cistaceae, eenstijlige meidoorn, Leguminosae, wolfsmelk, rozemarijn en tijm.
Paddenstoelenmorielje, smakelijke melkzwam, parasolzwam, cantharel en kruisdisteloesterzwam.

### Fauna

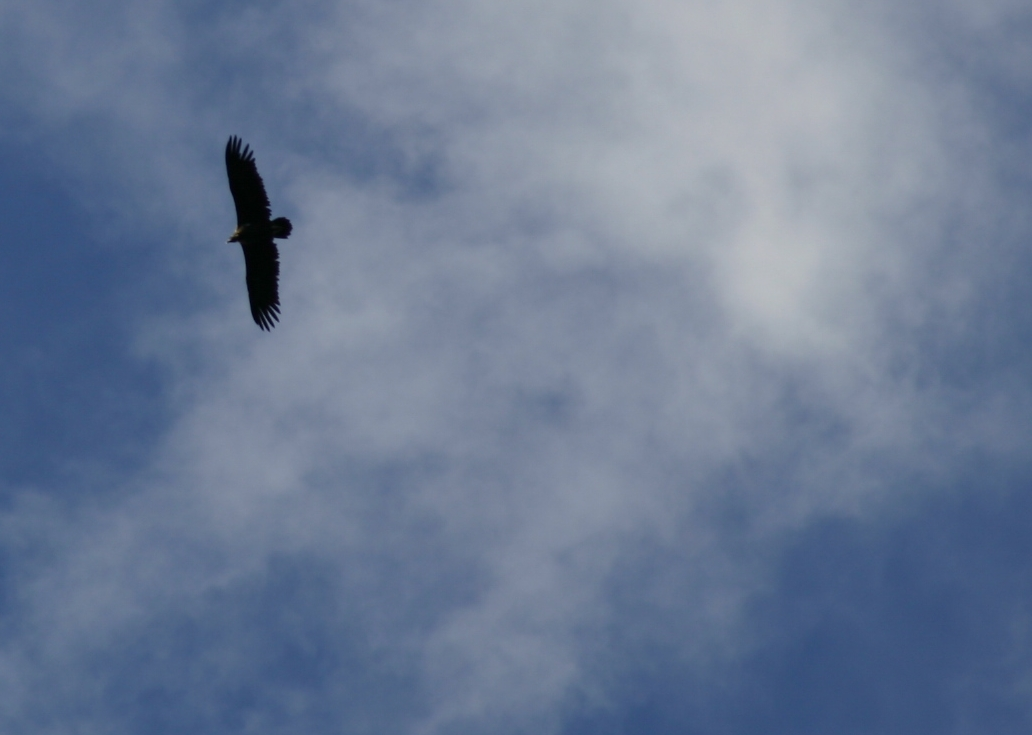
Monniksgier.

In dit onaangetaste ecosysteem is een grote verscheidenheid aan dieren zoals het hert, de ree en het damhert, het wild zwijn, de das, verschillende soorten marters, wilde katten, vossen en hazen. Ook zijn er diverse soorten watervogels te vinden, vooral in en bij het Embalse de Santillana (Stuwmeer van Santillana), andere stuwmeren en bergmeren. Naast deze watervogels zijn er ook diverse soorten roofvogels zoals de Spaanse keizerarend en de monniksgier te vinden. In feite vertegenwoordigt het dierenrijk van de Guadarrama's 45% van alle fauna van Spanje en 18% van Europa.
De Guadarramas zijn ook het broedgebied voor trekvogels. Kraanvogels verblijven in de zomer op de bergketen en in de winter trekken ze naar Noord-Afrika, terwijl ooievaars en verschillende soorten roofvogels het tegenovergestelde doen. In het gebied leven ook een aantal bedreigde soorten zoals de keizerarend, zwarte ooievaar en de Europese wolf.

#### Lijst van diersoorten
Reptielen en amfibieënVerschillende soorten slangen zowel giftige als niet giftige, hagedissen zoals de parelhagedis en anderen van het Lacerta- geslacht. Daarnaast komen verschillende amfibieën voor zoals kikkers en salamanders.
Zoogdiereneekhoorns, wezels, geiten, konijnen, reeën, genetkatten, wild zwijnen, hazen, eikelmuizen, Europese wolven, dassen en vossen.
Vogelsbijeneter, hop, boomkruiper, gaai, koolmees, fazant, koekoeken, houtsnip, winterkoningen, Pyrrhocorax, kuifmees, pimpelmees, ijsvogels, waterspreeuw, merel, verschillende soorten goudhaantjes, wielewaal, roodborst en verschillende spechten.
Roofvogelssteenarend, dwergarend, slangenarend, uilen, klauwieren, monniksgier, vale gier, bosuil, steenuil, verschillende valken, wouw en buizerd.
Watervogelswilde eend, knobbelmeerkoet, blauwe reiger, topper, ijsduiker en futen.